# 赤坂 (福岡市)
赤坂（あかさか）は、福岡県福岡市中央区の町名。現行の行政地名は、赤坂一丁目から赤坂三丁目まで。面積は38.28ヘクタール。2022年9月末現在の人口は6,310人。郵便番号は810-0042
。

## 地理
赤坂は福岡市中央区の町名。福岡市の都心部とされる中央区天神の西約1～2キロメートルと都心部に近く、中央区のやや北よりに位置する。北で昭和通りを挟んで舞鶴と、東で大正通りを挟んで大名と、南で警固、桜坂及び六本松と、西で城内及び大手門と隣接する。町域内は周辺と合わせて、企業の本社や支店の集まるビジネス街として土地利用がなされている。また町内を通る明治通りの地下に地下鉄が通っており、交通の利便性が高い。

### 都市計画
都市計画に関しては、「福岡市都市計画マスタープラン」において定められた方針については次のとおりである。交通ネットワークとして都市の骨格となる国道202号、明治通り及び昭和通りの沿道や幹線道路である大正通り及び桜坂桧原線の沿道は、商業、業務、サービス施設や中高層住宅などが連続した「都市軸」や「沿道軸」に位置付けられている。土地利用については、赤坂地区は、国道202号（国体道路）の北側では、天神、大名等からなる都心部の外延部として、住宅を中心に都心機能を支援する業務施設・商業施設が共存する「複合市街地ゾーン」に位置付けられ、職住が調和した複合市街地づくりと良好な街並みの形成などがまちづくりの視点とされている。また国道202号の南側では、戸建住宅などの低層住宅が大部分を占めるが、一部中高層住宅などが立地する「低中層住宅ゾーン」に位置付けられ、南側の桜坂等と同様に、低層住宅と中層住宅の調和、狭隘道路の改善などがまちづくりの視点とされている。用途地域については次のとおりである。明治通りから北側の地域、大正通りと赤坂826号線及び赤坂838号線に挟まれた地域、国道202号の道路境界線から概ね30メートルの範囲で、大正通りから赤坂841号線及び赤坂851号線までの地域、桜坂桧原線の道路境界線から概ね30メートルの範囲の地域、大正通りと警固685号線に挟まれた地域は商業地域に指定されている。国道202号の道路境界線から概ね30メートルの範囲で、赤坂841号線及び赤坂851号線から西側の地域は近隣商業地域に指定されている。これら以外の地域で国道202号の北側は第二種住居地域に、南側は第一種住居地域に指定されている。また、国道202号の南側の南西部などが風致地区に、一部の緑地等で特別緑地保全地区に指定されている。

## 歴史

### 地名の由来
大休山（南公園）から赤坂山（福岡城）までは丘陵地帯（福崎丘陵）であり、かつては東の冷泉津と西の草香江とを隔てる半島であった。大休山と赤坂山の間の鞍部に当たり、冷泉津から草香江へ通じる赤土の坂があったことから「赤坂」と呼ばれた。この赤坂の地名は「蒙古襲来絵詞」、「八幡愚童訓」に見ることができる。

福岡城築城の際、本丸と南側の丘陵を分離するために、この丘陵を削って堀と堀沿いの道（柳原）が作られた。

那珂川の支流である薬院新川から城内へ水を引き入れる堀（肥前堀・中堀）の西端には赤坂へ通じる門「赤坂門」があった。明治以降も字赤坂門の地名は残り、町名町界整理後もバス停名として残っている。

赤坂門付近が現在の赤坂一丁目、「赤坂」付近が現在の赤坂二丁目及び三丁目に当たる。

## 人口
赤坂一丁目から赤坂三丁目までを合わせた人口の推移を福岡市の住民基本台帳（公称町別）に基づき示す（単位：人）。集計時点は各年9月末現在である。
- 2001年（平成13年）：4,723
- 2002年（平成14年）：4,863
- 2003年（平成15年）：5,131
- 2004年（平成16年）：5,270
- 2005年（平成17年）：5,454
- 2006年（平成18年）：5,538
- 2007年（平成19年）：5,722
- 2008年（平成20年）：5,667
- 2009年（平成21年）：5,740
- 2010年（平成22年）：5,725
- 2011年（平成23年）：5,938
- 2012年（平成24年）：6,059
- 2013年（平成25年）：6,076
- 2014年（平成26年）：6,163
- 2015年（平成27年）：6,157
- 2016年（平成28年）：6,090
- 2017年（平成29年）：6,058
- 2018年（平成30年）：6,158
- 2019年（令和元年）：6,140
- 2020年（令和2年）：6,250
- 2021年（令和3年）：6,343
- 2022年（令和4年）：6,310

## 交通

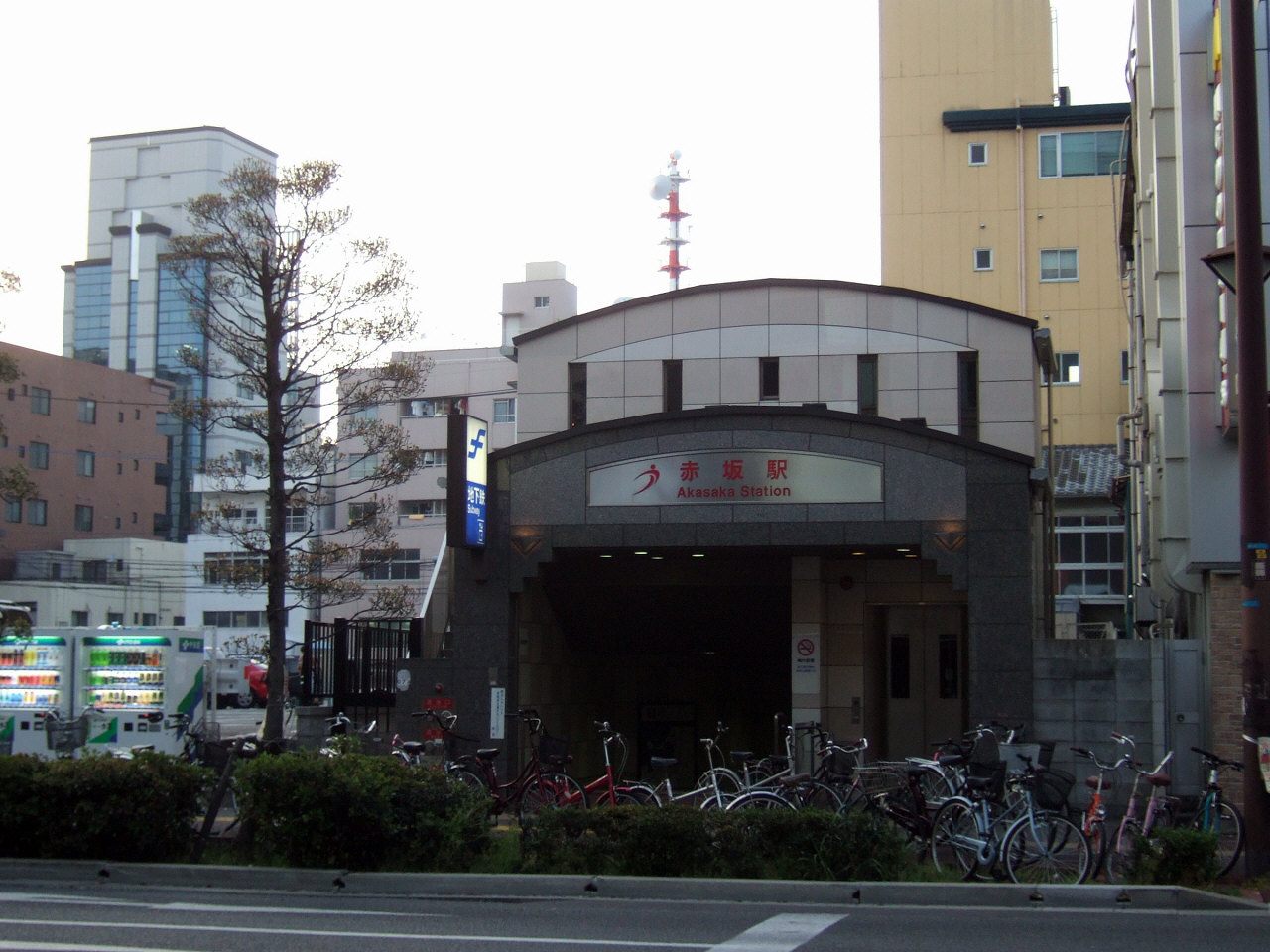
福岡市地下鉄赤坂駅出入口

### 鉄道
鉄道については、福岡市交通局が運営する地下鉄の福岡市地下鉄空港線が町内に通っており、大名及び赤坂に跨る位置に次の駅がある。
- 赤坂駅

### バス
バスについては、西日本鉄道株式会社が運営する西鉄バスが運行しており、次の停留所がある。
- 昭和通り沿い：舞鶴一丁目 - 法務局前
- 明治通り沿い：赤坂門
- 大正通り沿い：赤坂門 - 警固町
- 国道202号線（国体道路）沿い：警固町 - 赤坂二丁目 - 赤坂三丁目

### 道路
主な幹線道路は次の通り。

#### 都市高速道路
都市高速道路としては、町外ではあるが、北方に福岡高速環状線が通っており、最寄りの出入口は次の通り。
- 天神北出入口（料金所・ランプ ・インターチェンジ、道程で約1.5～3.2キロメートル）

#### 国道
国道としては次の通り。
- 国道202号（重複区間：福岡県道559号原東警固線、福岡市道路愛称：国体道路、別府橋通り、通称：「けやき通り」）

#### 県道
- 福岡県道559号原東警固線（重複区間：国道202号、福岡市道路愛称：国体道路、別府橋通り、通称：「けやき通り」）

#### 市道
市道としては次の通り。括弧内は福岡市道路愛称等。
- 千代今宿線（明治通り）
- 博多姪浜線（昭和通り）
- 長浜博多駅1号線（大正通り）
- 長浜博多駅2号線（大正通り）

道路の写真
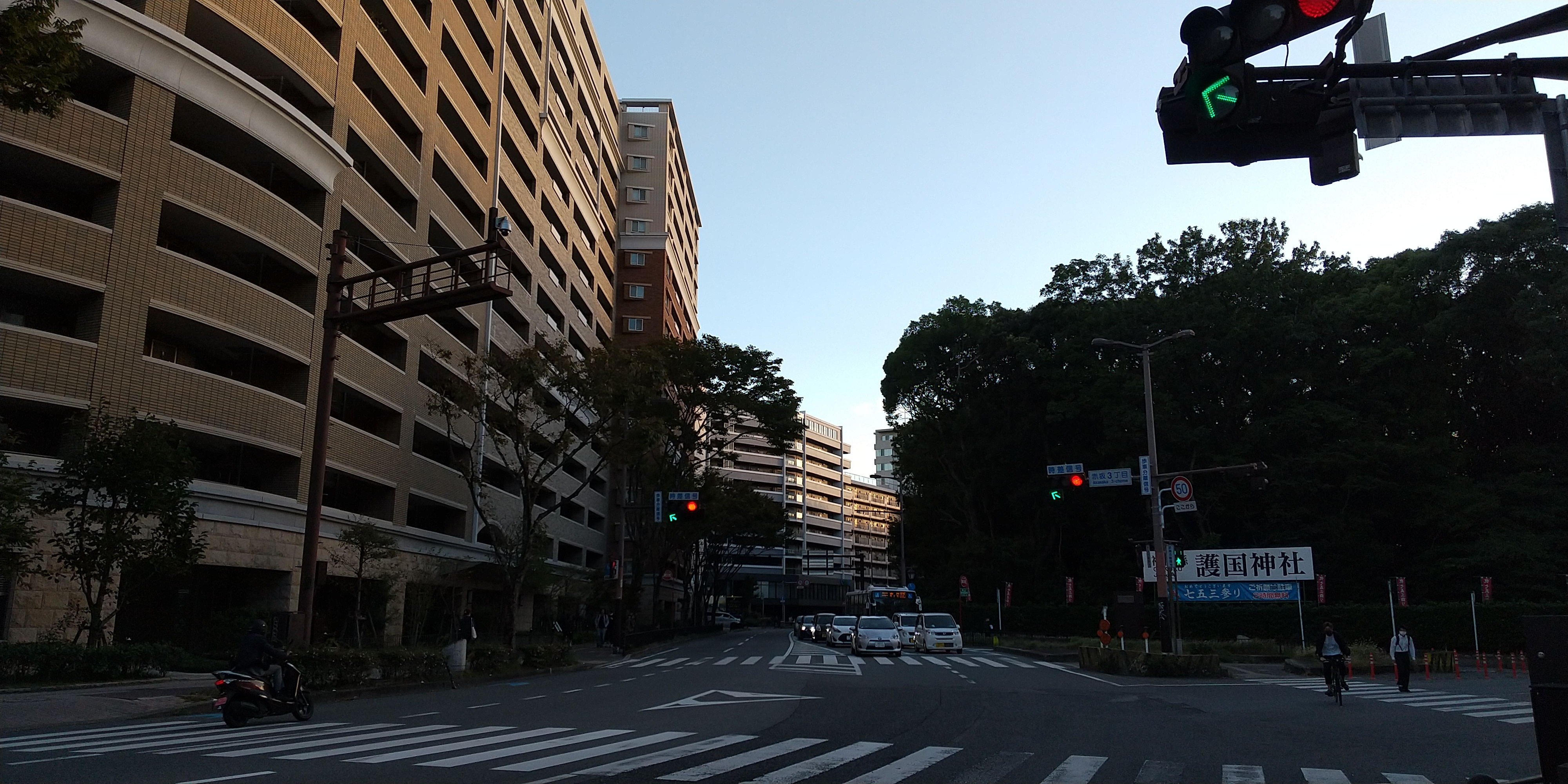
国道202号（別府橋通り、赤坂三丁目交差点の南側、左：赤坂、右：六本松）
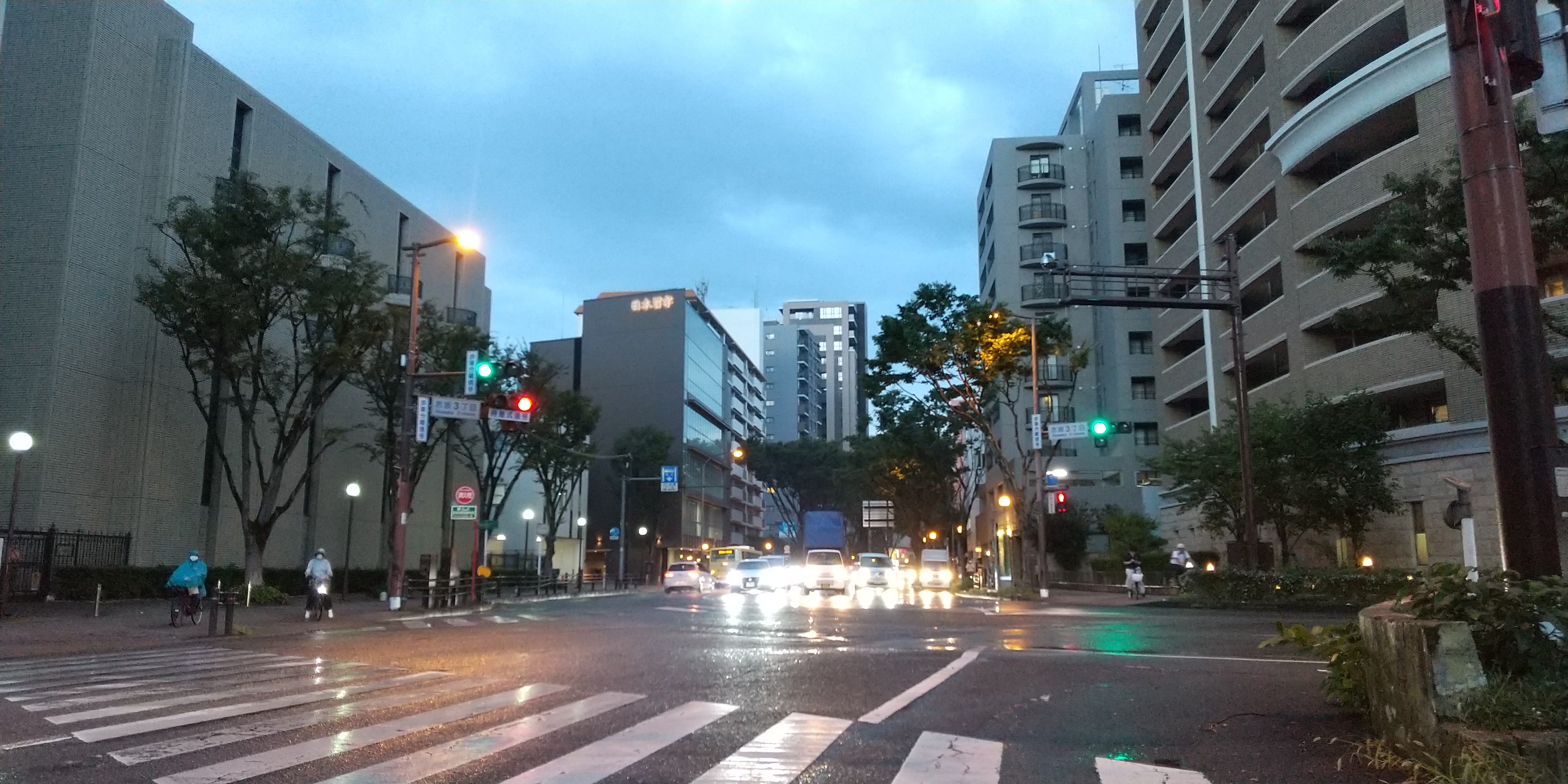
国体道路（赤坂三丁目交差点の東側）
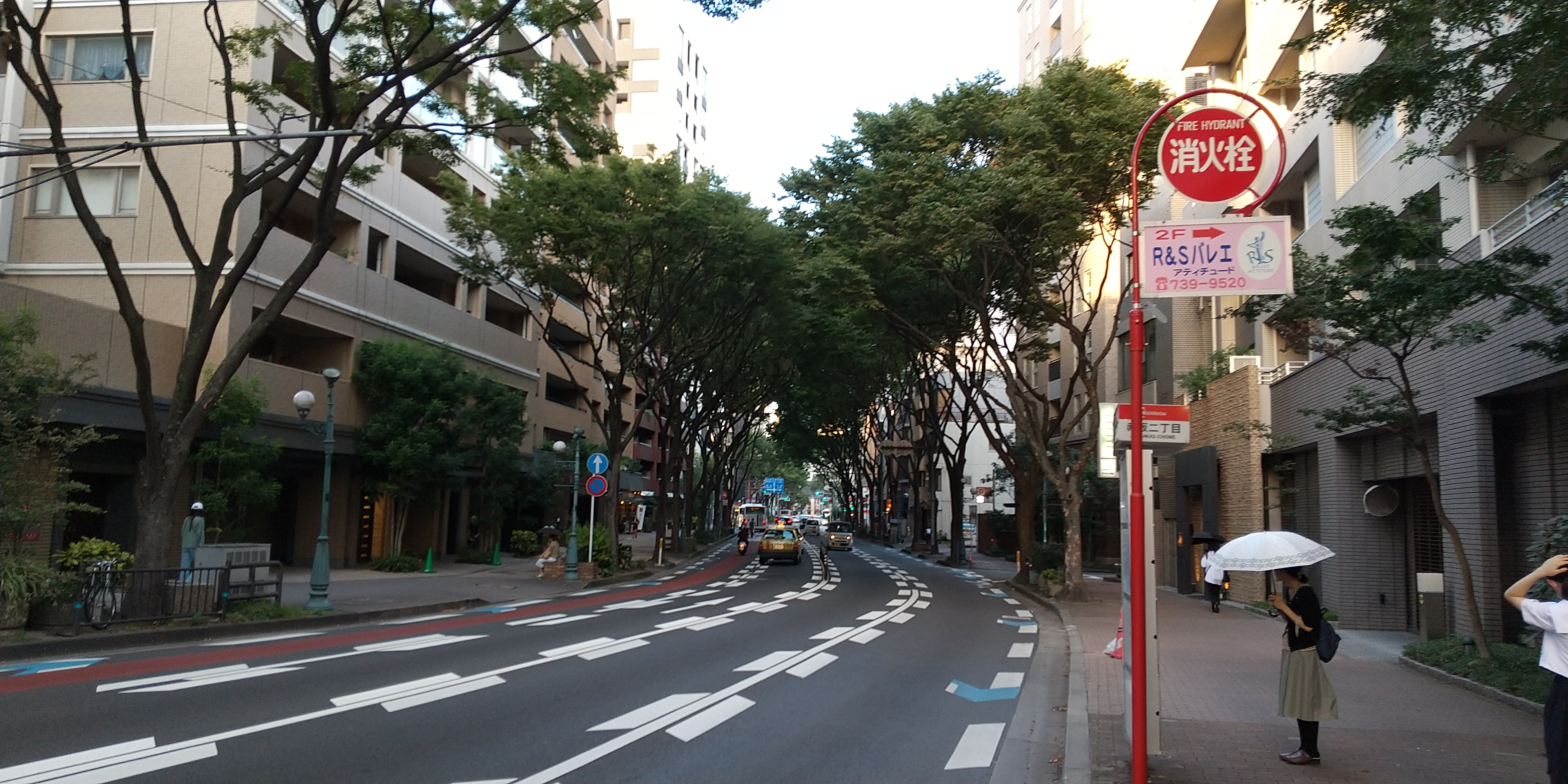
国体道路（赤坂二丁目交差点の東側、左：赤坂二丁目、右：警固二丁目）
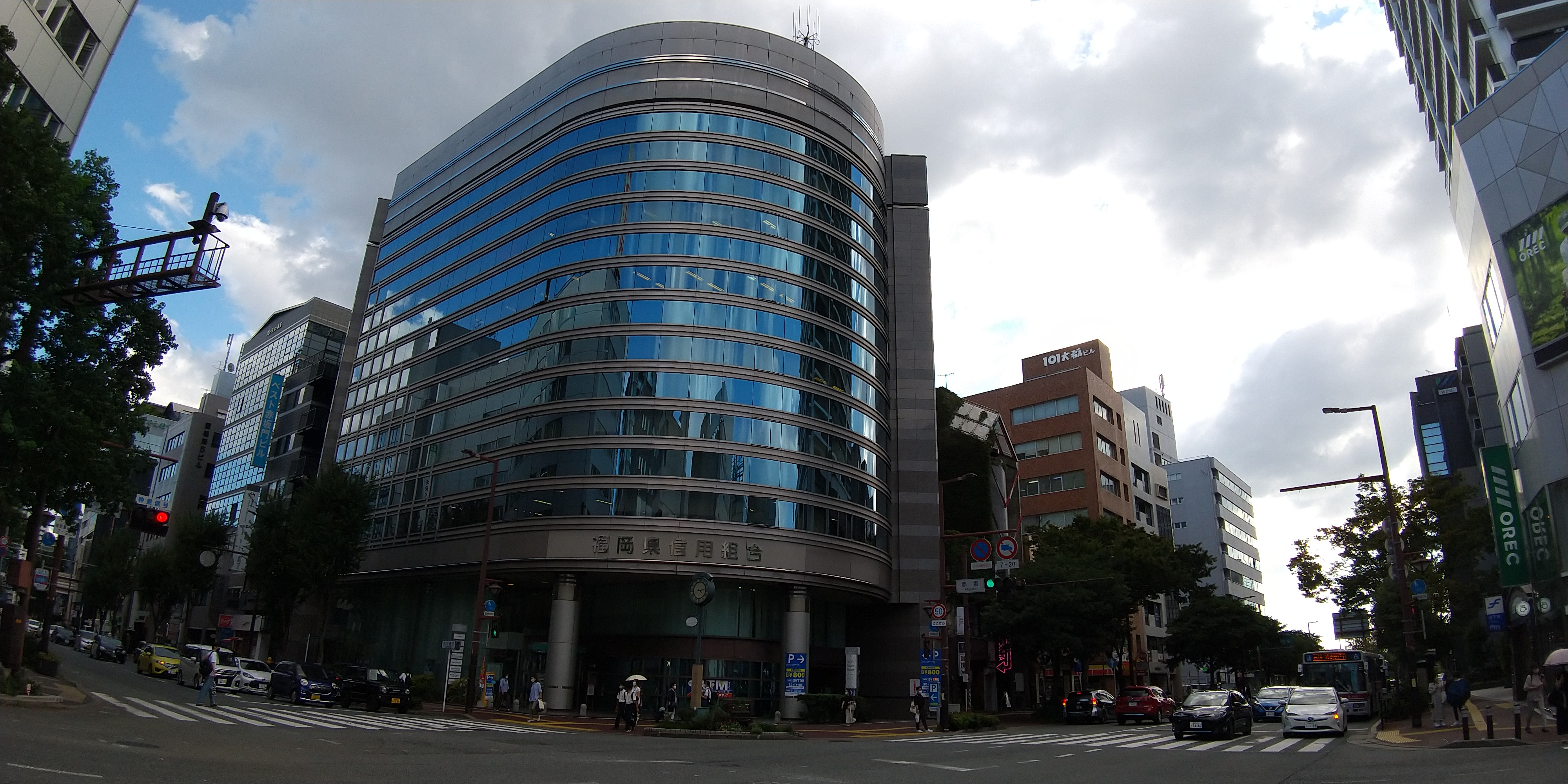
赤坂交差点（左：大正通り、右：明治通り）
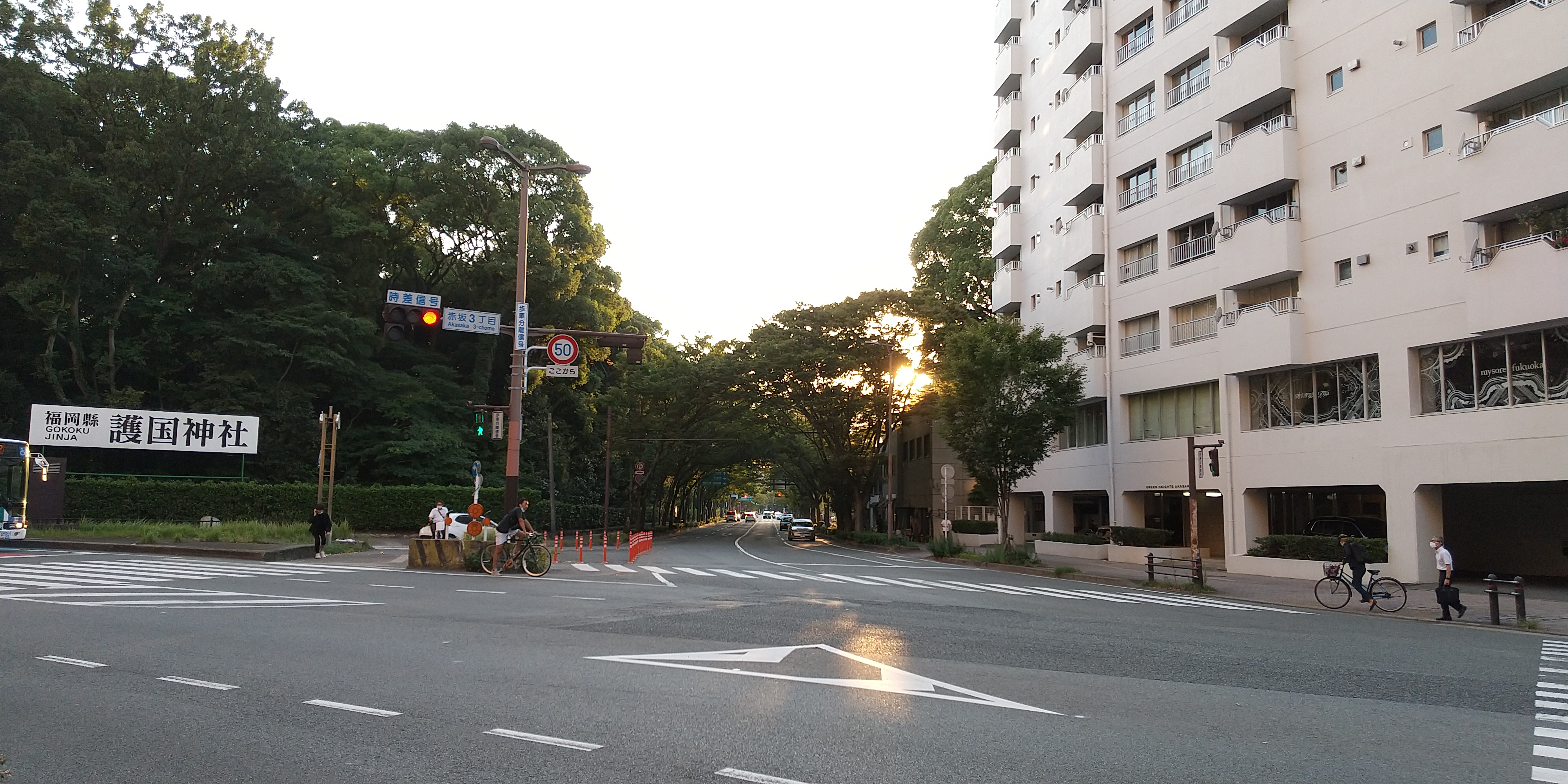
国体道路（赤坂三丁目交差点の西側、左：六本松一丁目、右：赤坂二丁目）
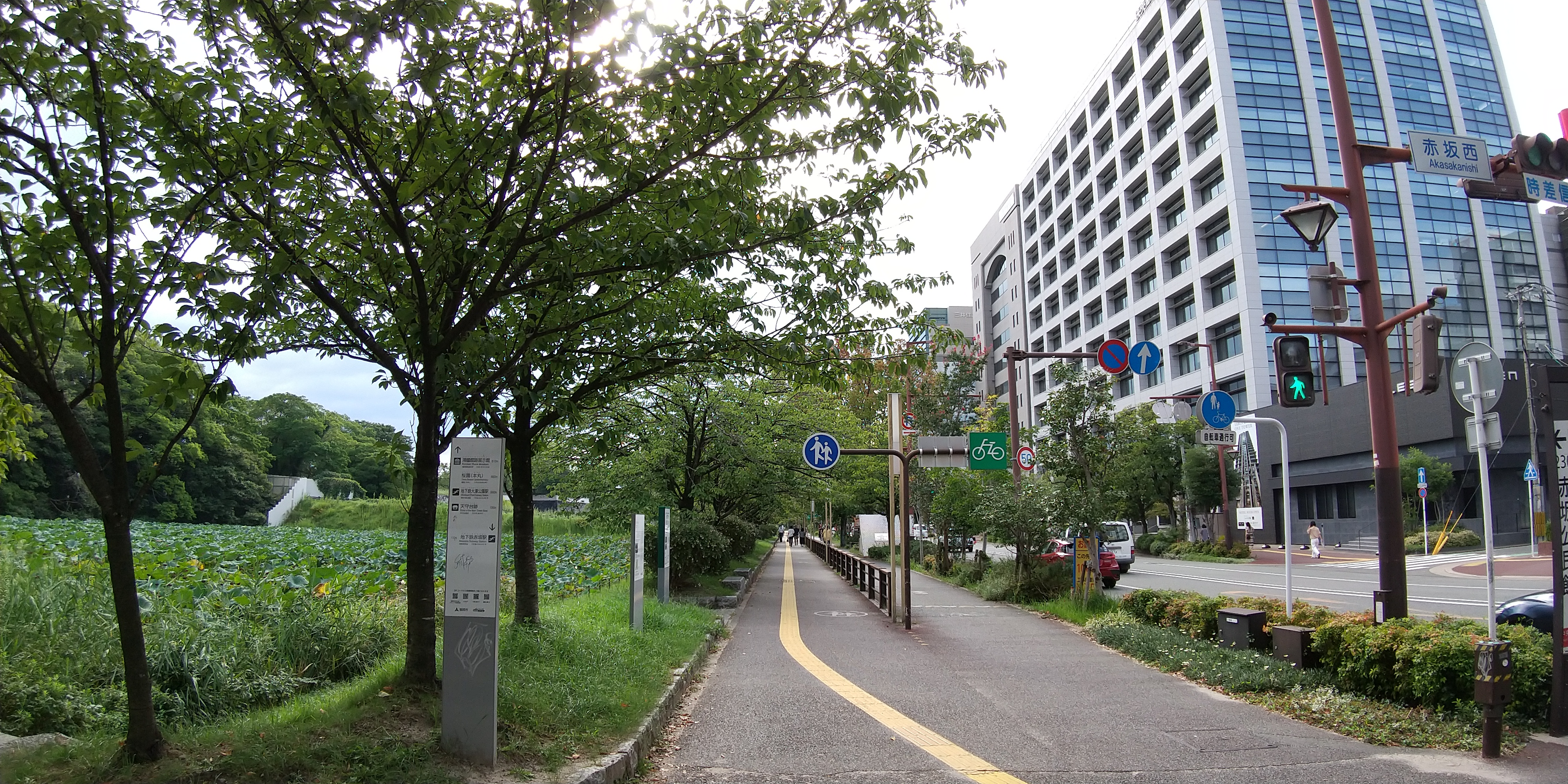
明治通り・舞鶴公園2号堀（赤坂西交差点の西側、左：城内、右：赤坂）
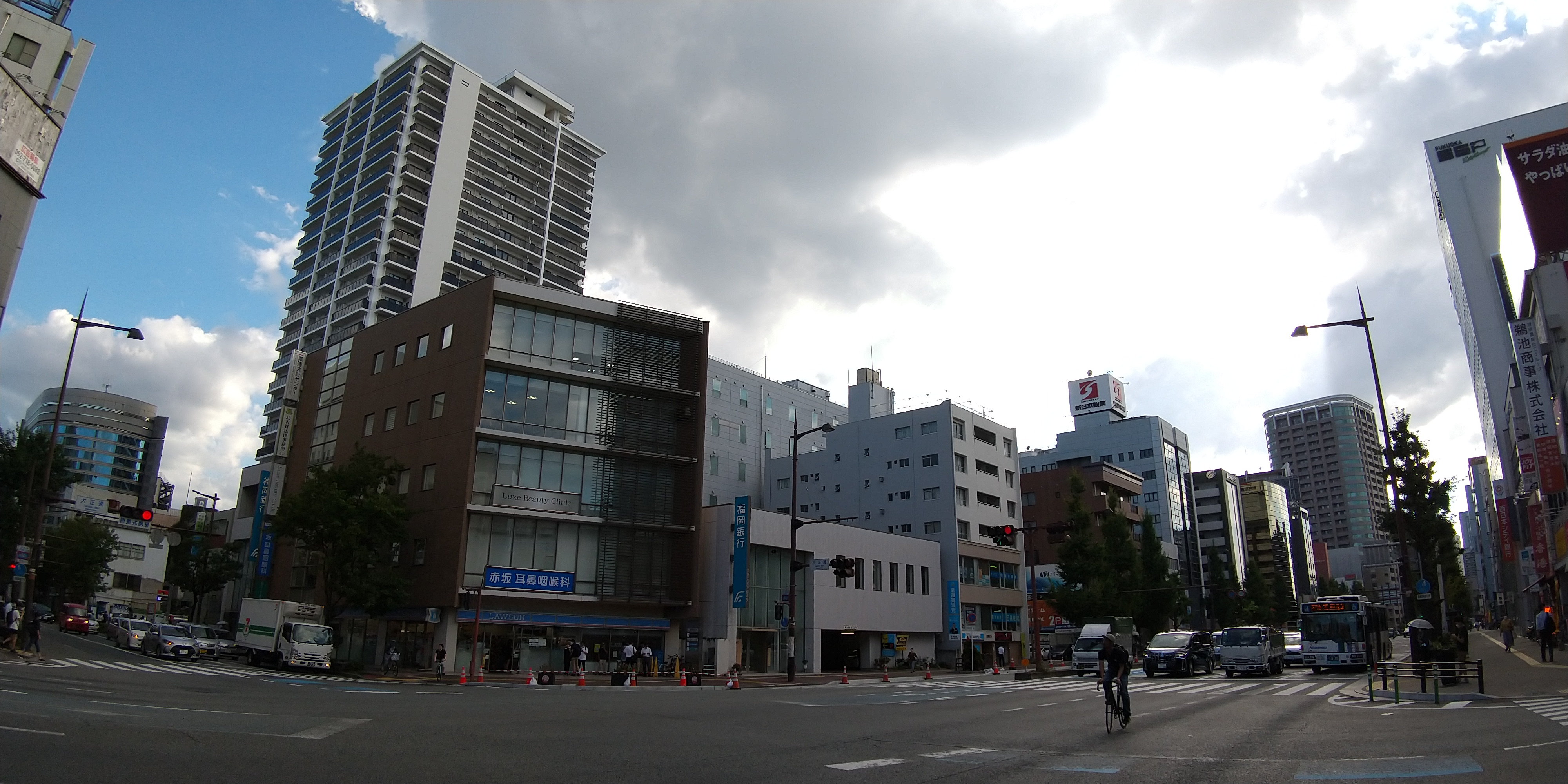
大正通交差点（左：大正通り、右：昭和通り）
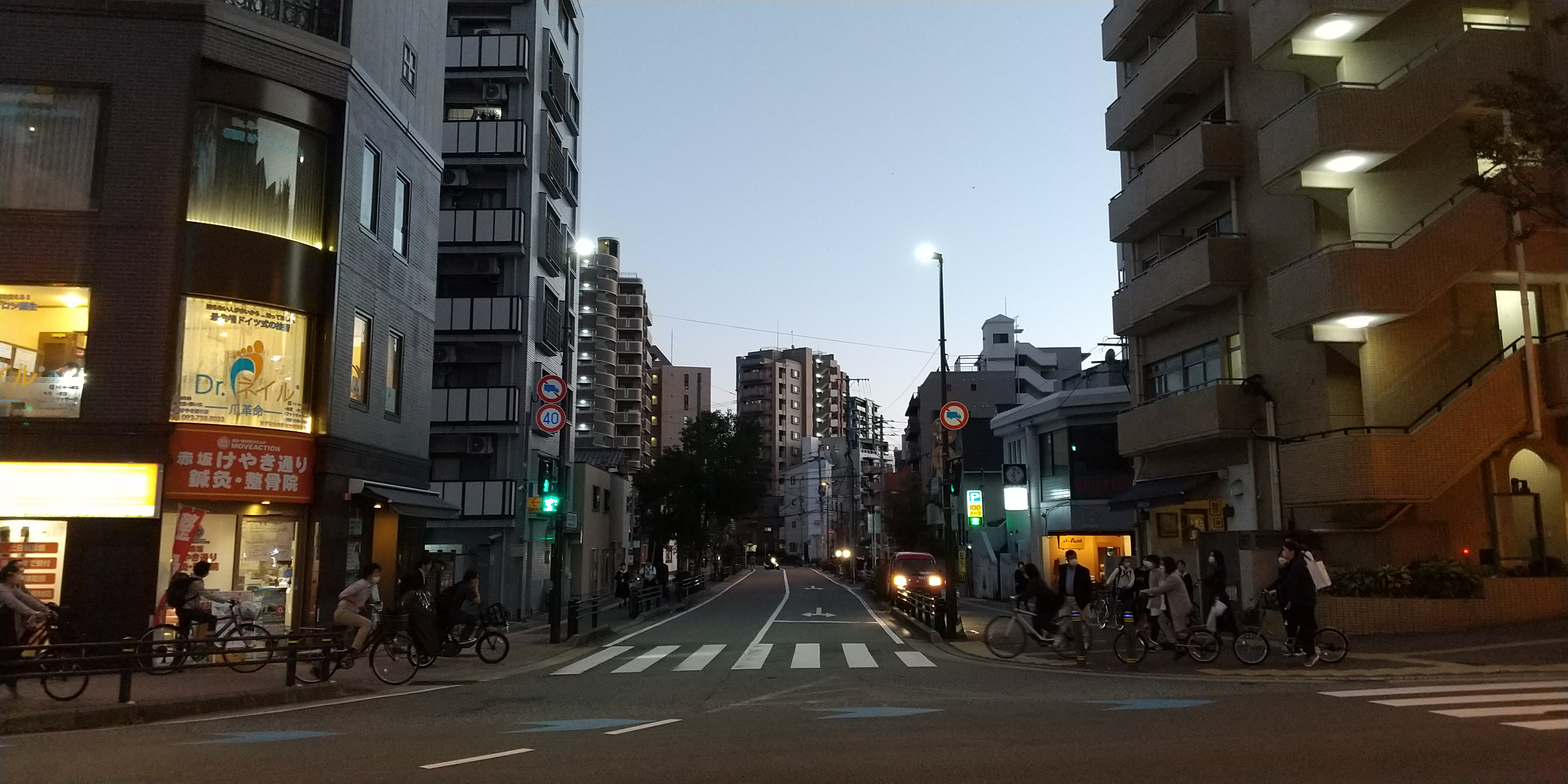
桜坂桧原線、赤坂二丁目交差点の南側（赤坂三丁目）
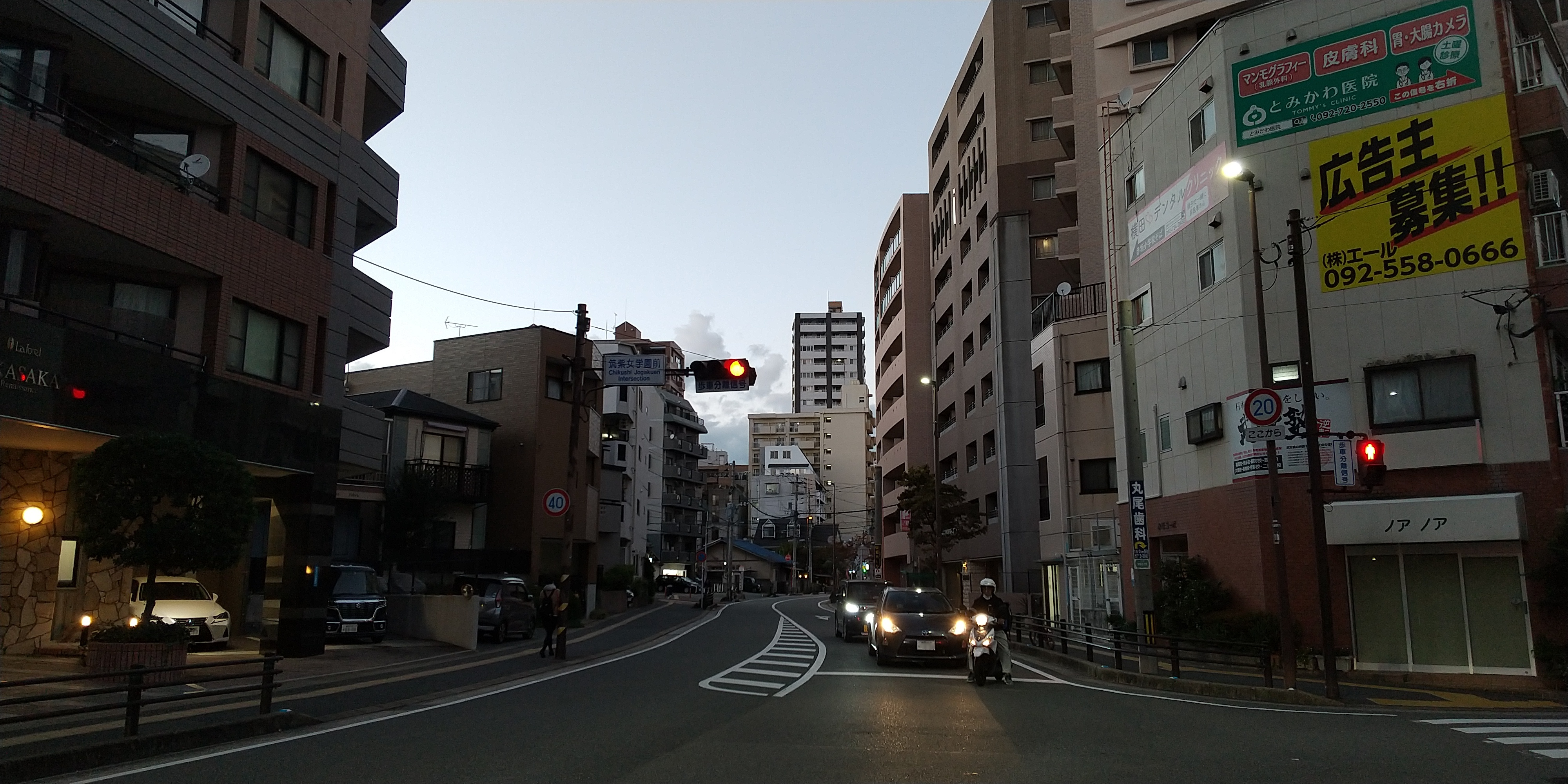
桜坂桧原線、筑紫女学園前交差点の北側（赤坂三丁目）
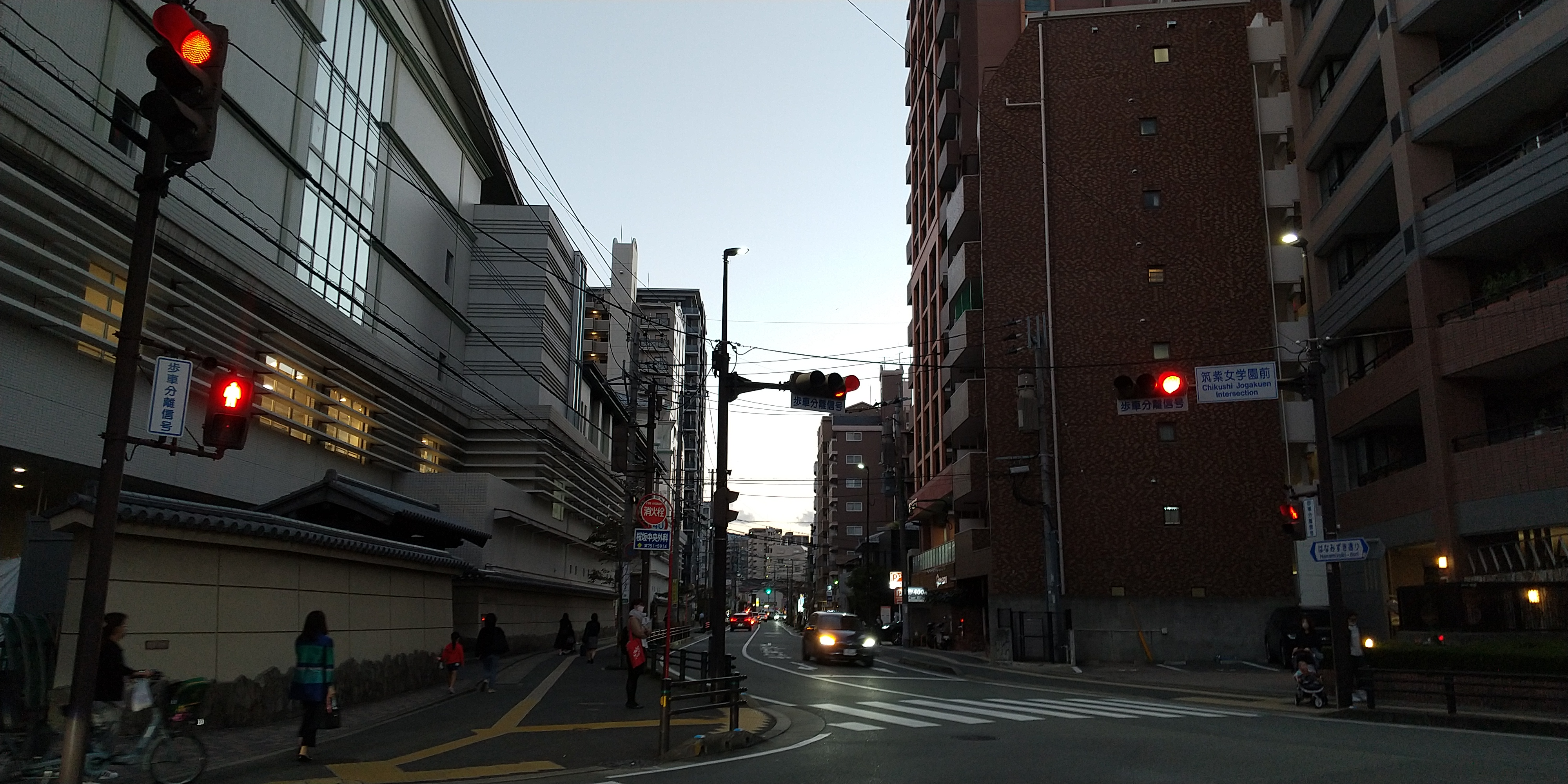
桜坂桧原線、筑紫女学園前交差点の南側（左：警固二丁目、右：赤坂三丁目）

## 施設

### 公共・公益施設
- ハローワーク福岡中央[注釈 2]
- 福岡市中央図書館
- 福岡市立中央体育館[注釈 3]
- 福岡市立中央市民センター[注釈 4]
- 福岡県福岡西総合庁舎[注釈 5]
- 赤坂公民館[注釈 6]
- 福岡赤坂郵便局[注釈 7]
- 九州電力赤坂変電所[注釈 8]
- 九州電力大濠変電所[注釈 9]

公共・公益施設の写真
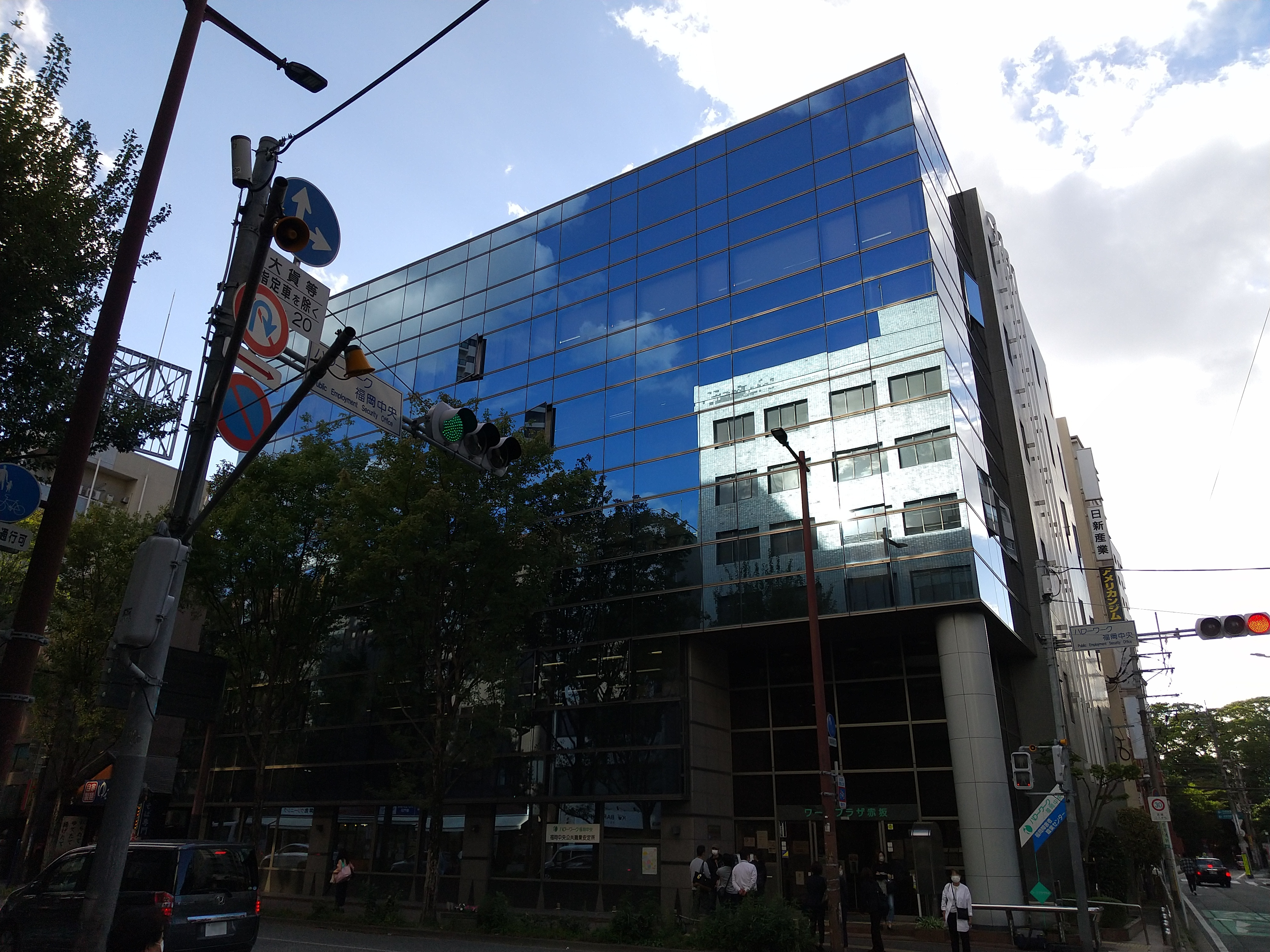
ハローワーク福岡中央
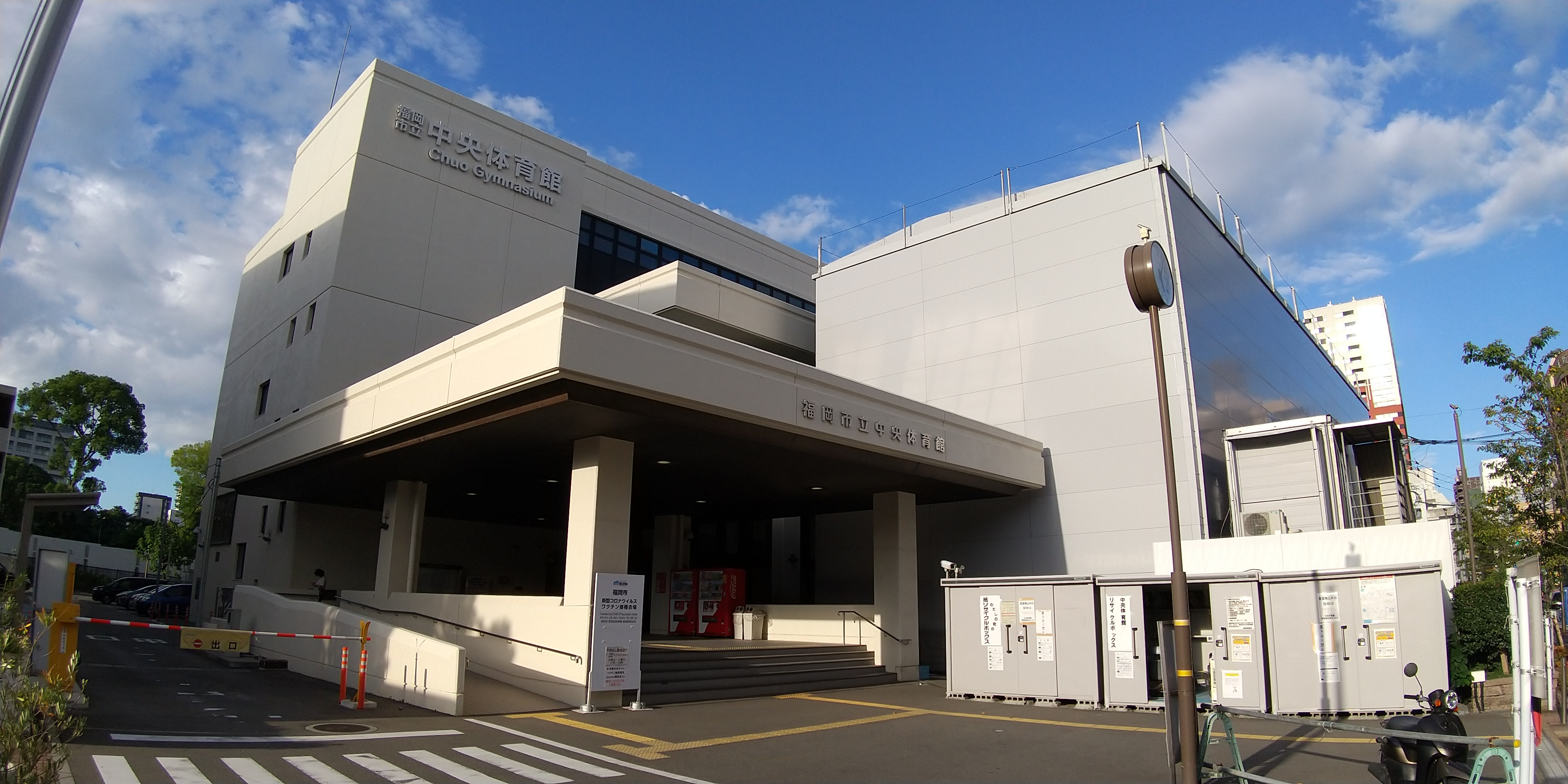
福岡市立中央体育館
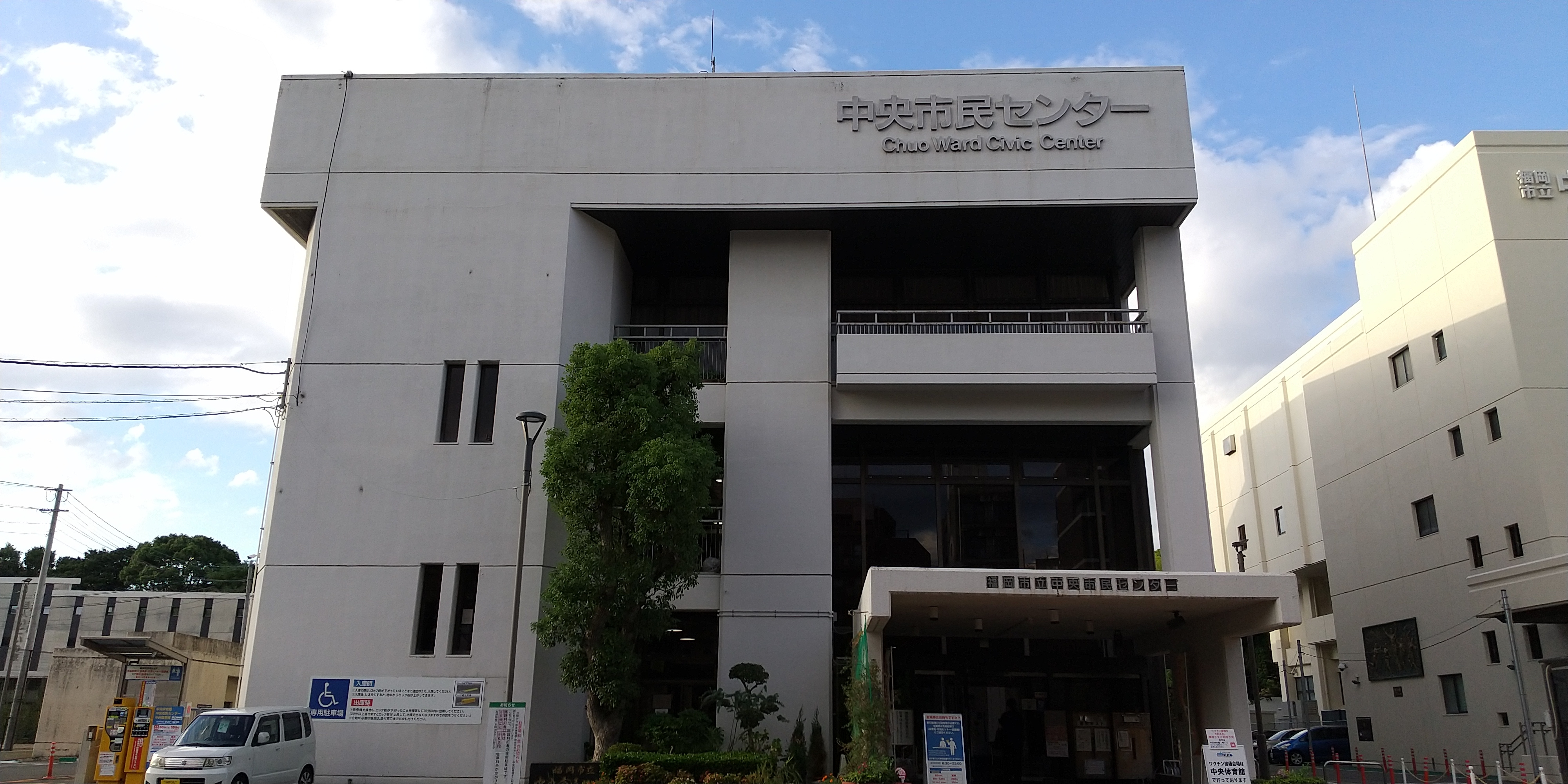
福岡市立中央市民センター
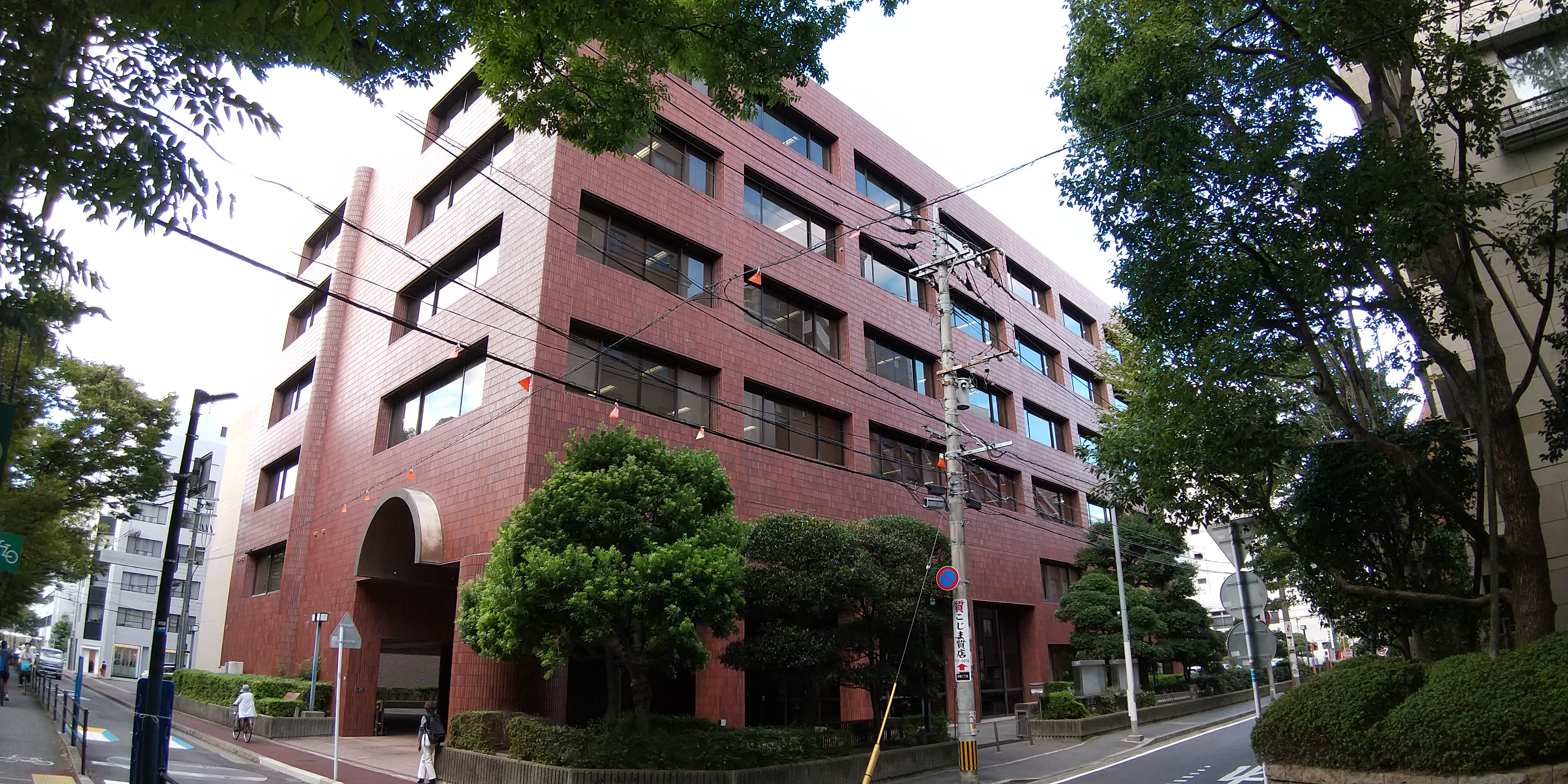
福岡県福岡西総合庁舎
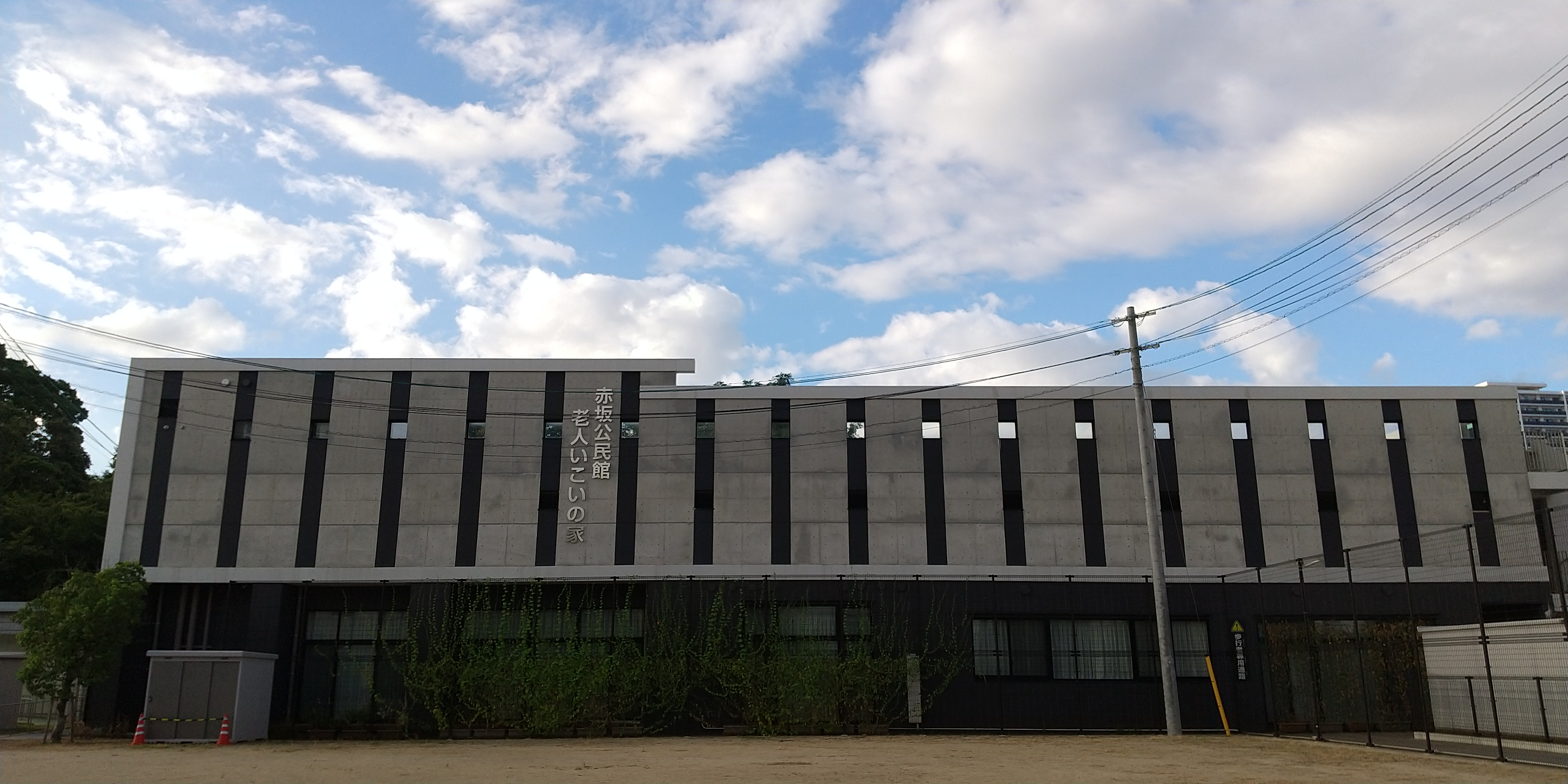
赤坂公民館
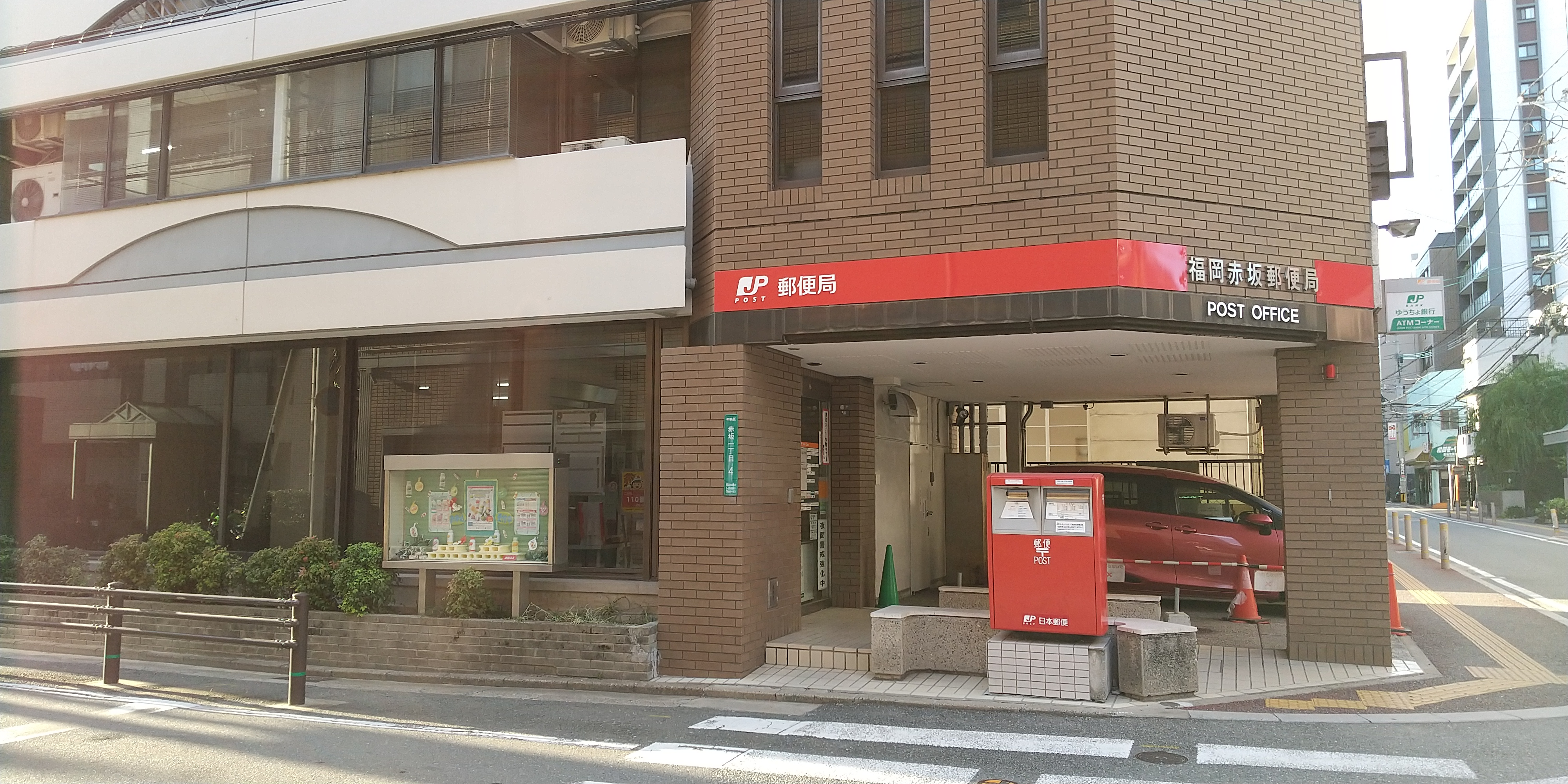
赤坂郵便局
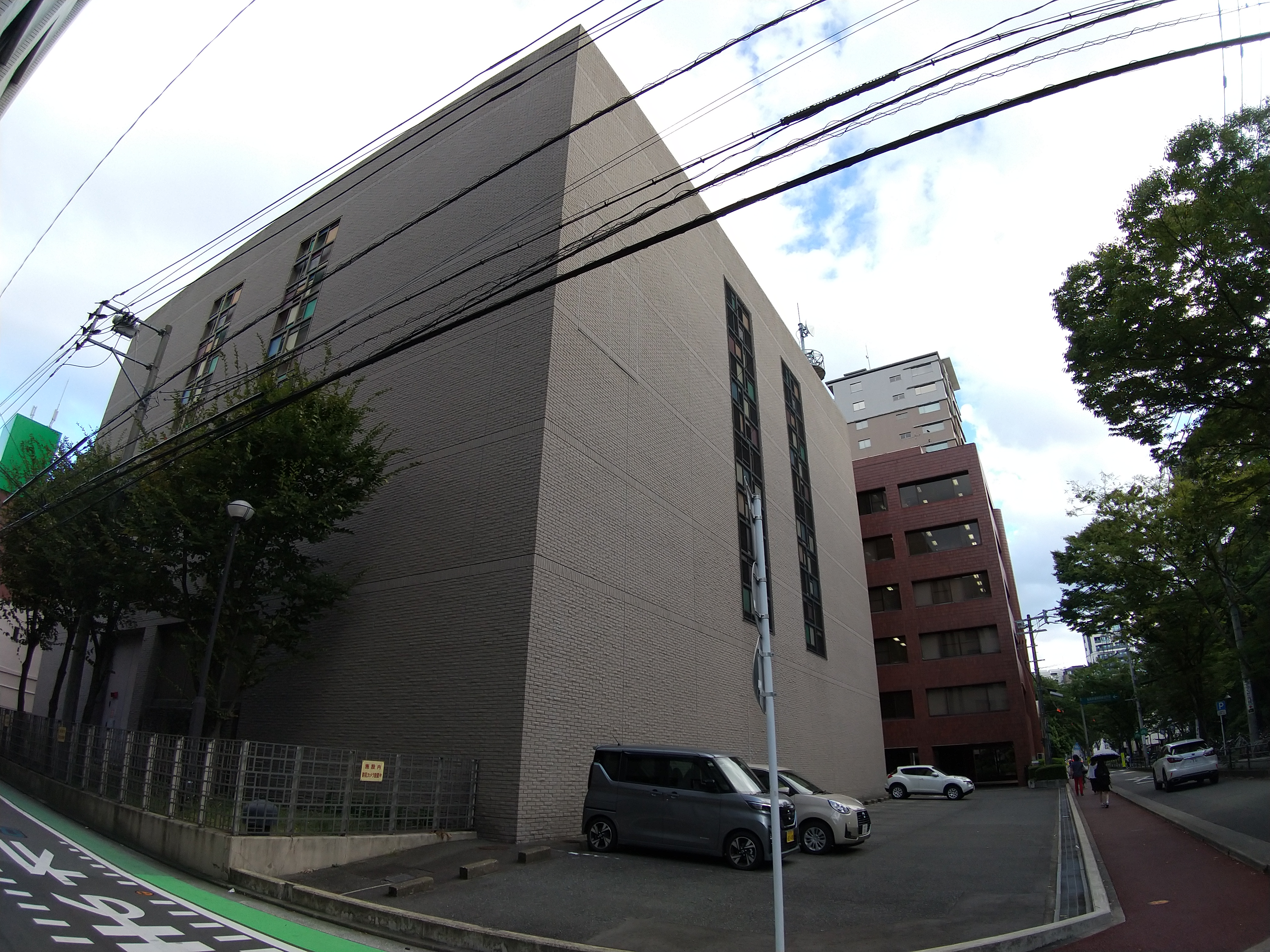
九州電力赤坂変電所
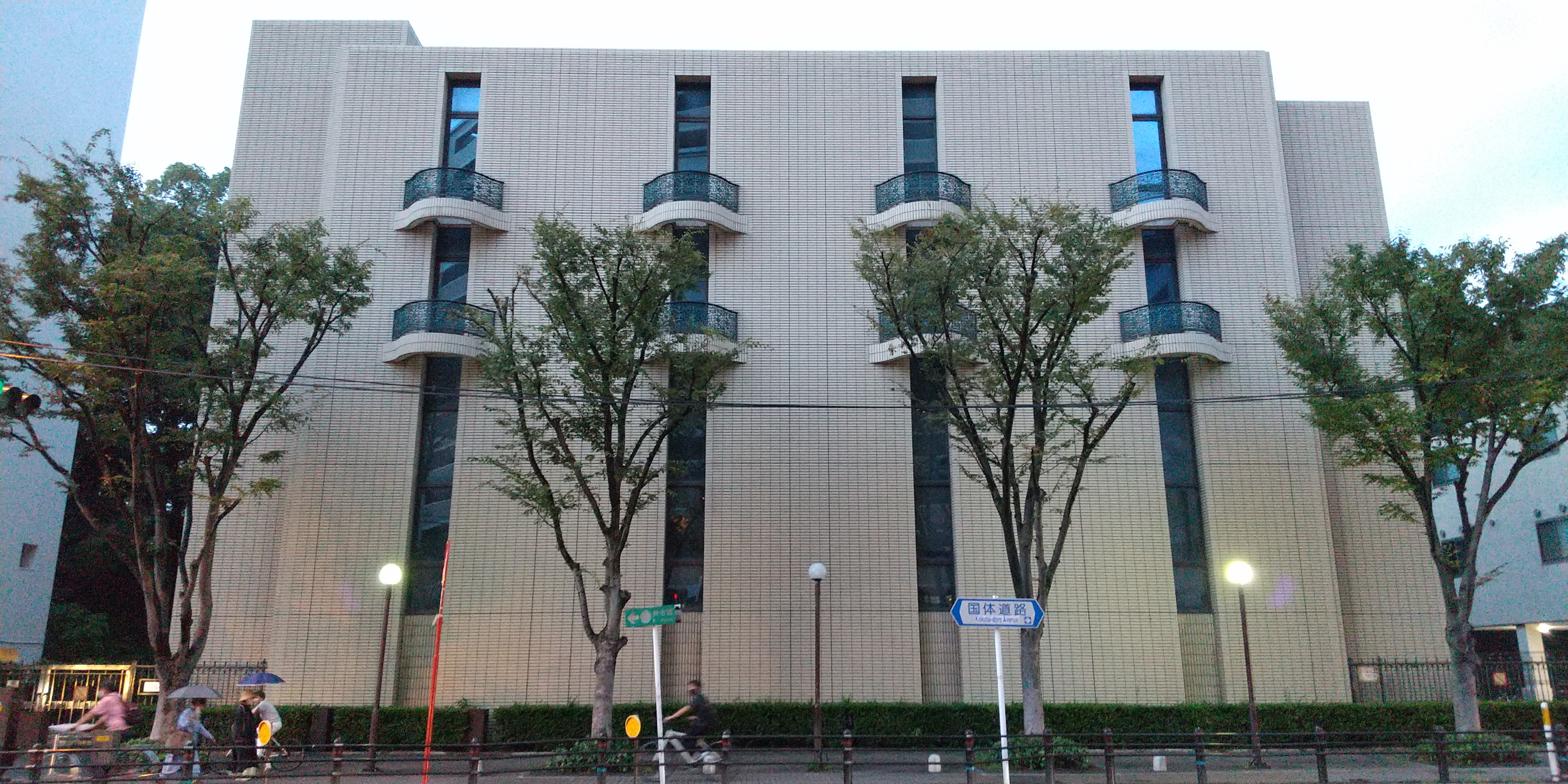
九州電力大濠変電所

### 公園・緑地等
- 赤坂緑地[注釈 10]
- 赤坂公園[注釈 11]
- 赤坂西緑地[注釈 12]
- 赤坂1号公園[注釈 13]

公園・緑地等の写真
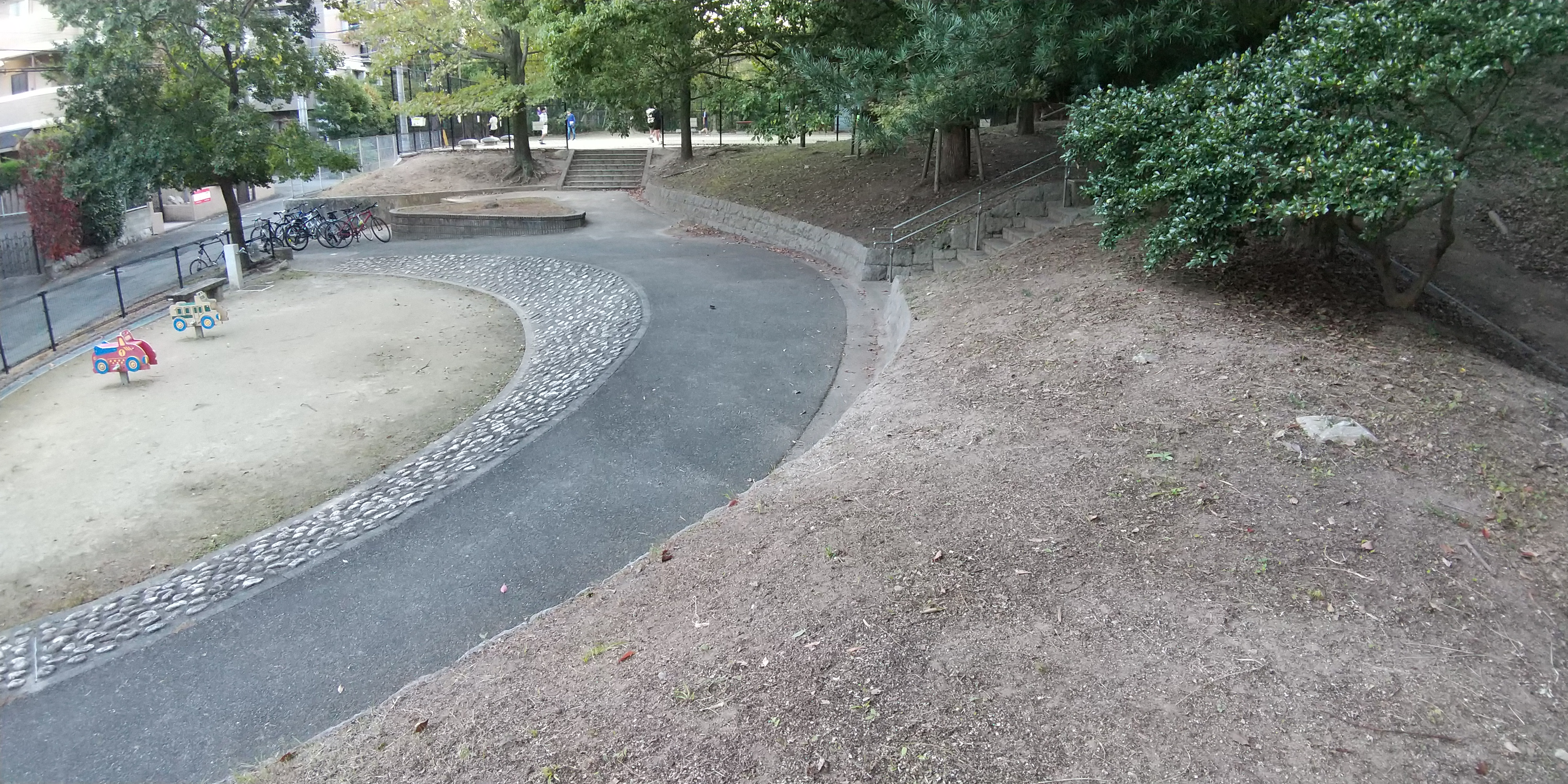
赤坂公園
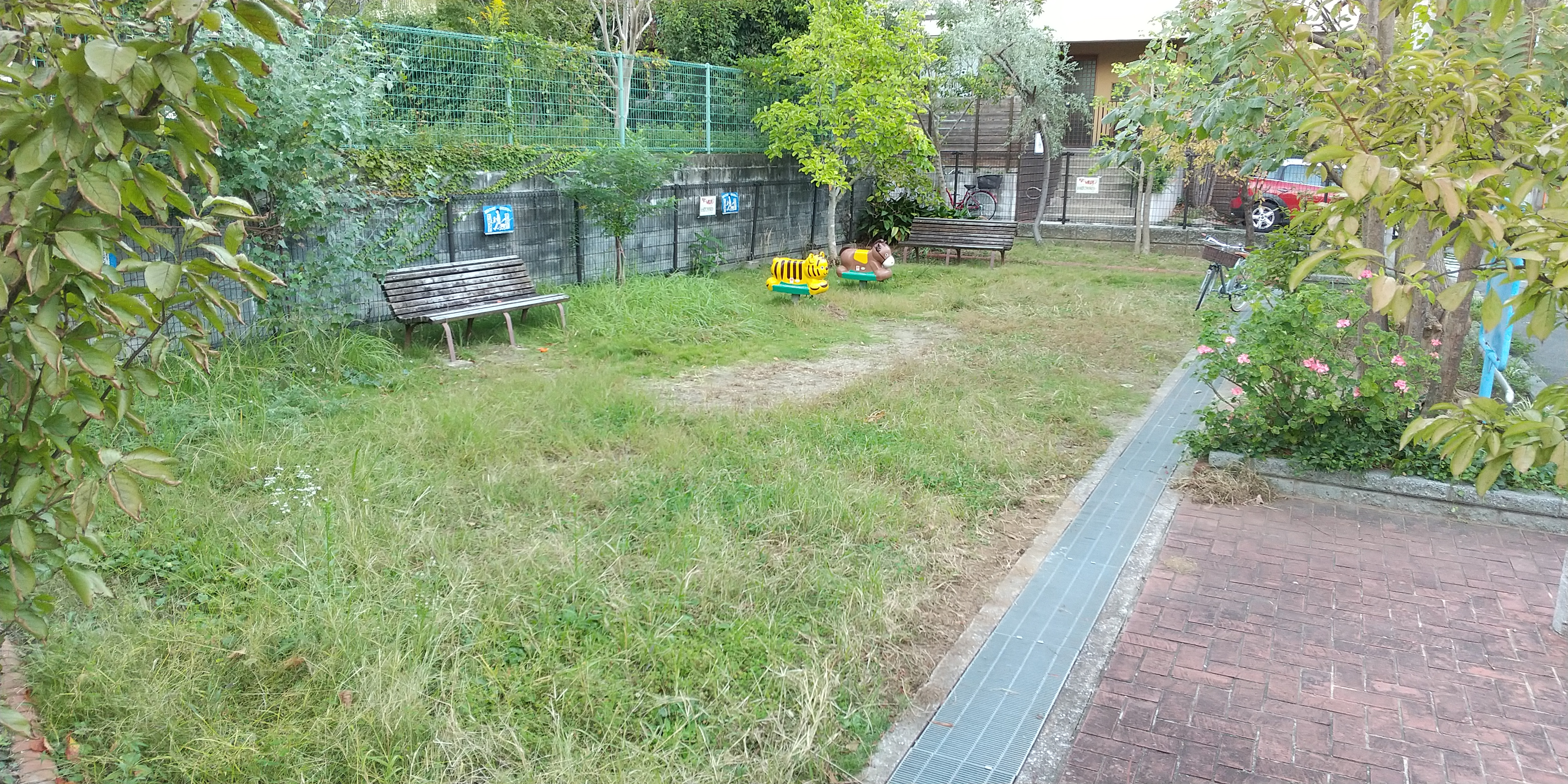
赤坂1号公園

### 教育施設

#### 小・中学校
小・中学校については、次の学校が町内にあり、町内の住民はそれぞれの校区に属する。
- 福岡市立赤坂小学校[注釈 14]
- 福岡市立警固中学校[注釈 15]

#### 専門学校
- 福岡デザイン専門学校[注釈 16]

学校の写真
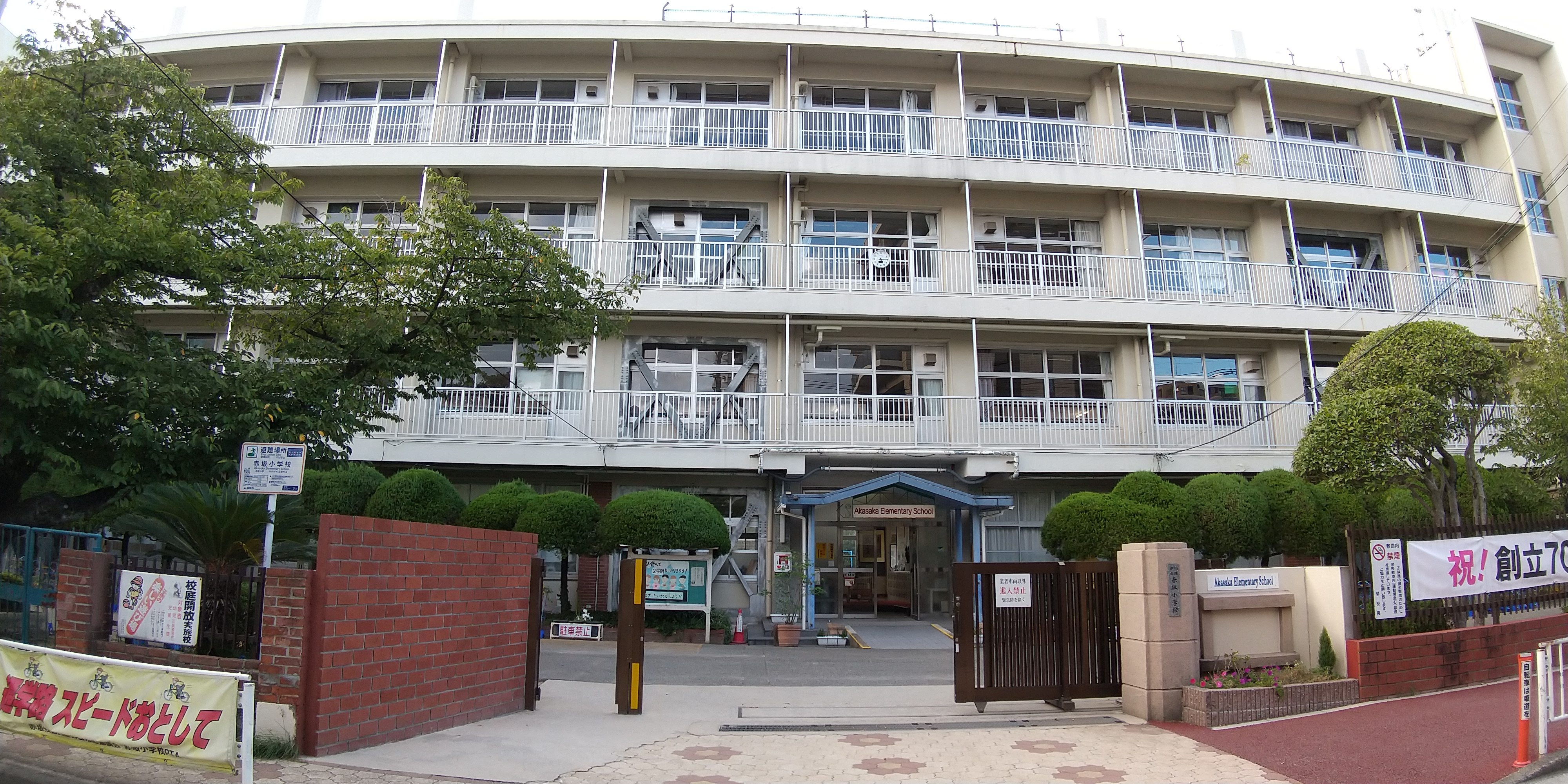
福岡市立赤坂小学校
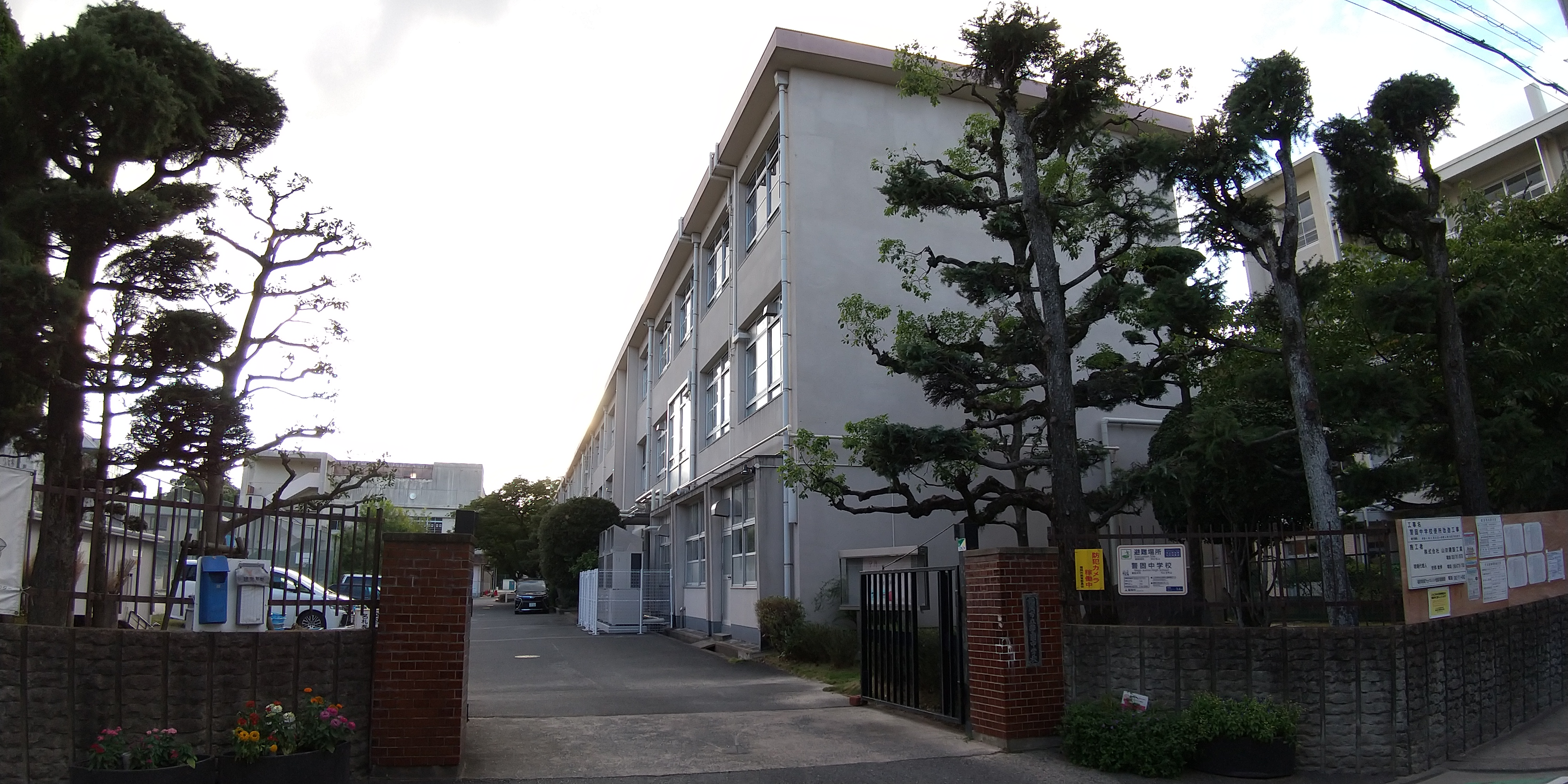
福岡市立警固中学校
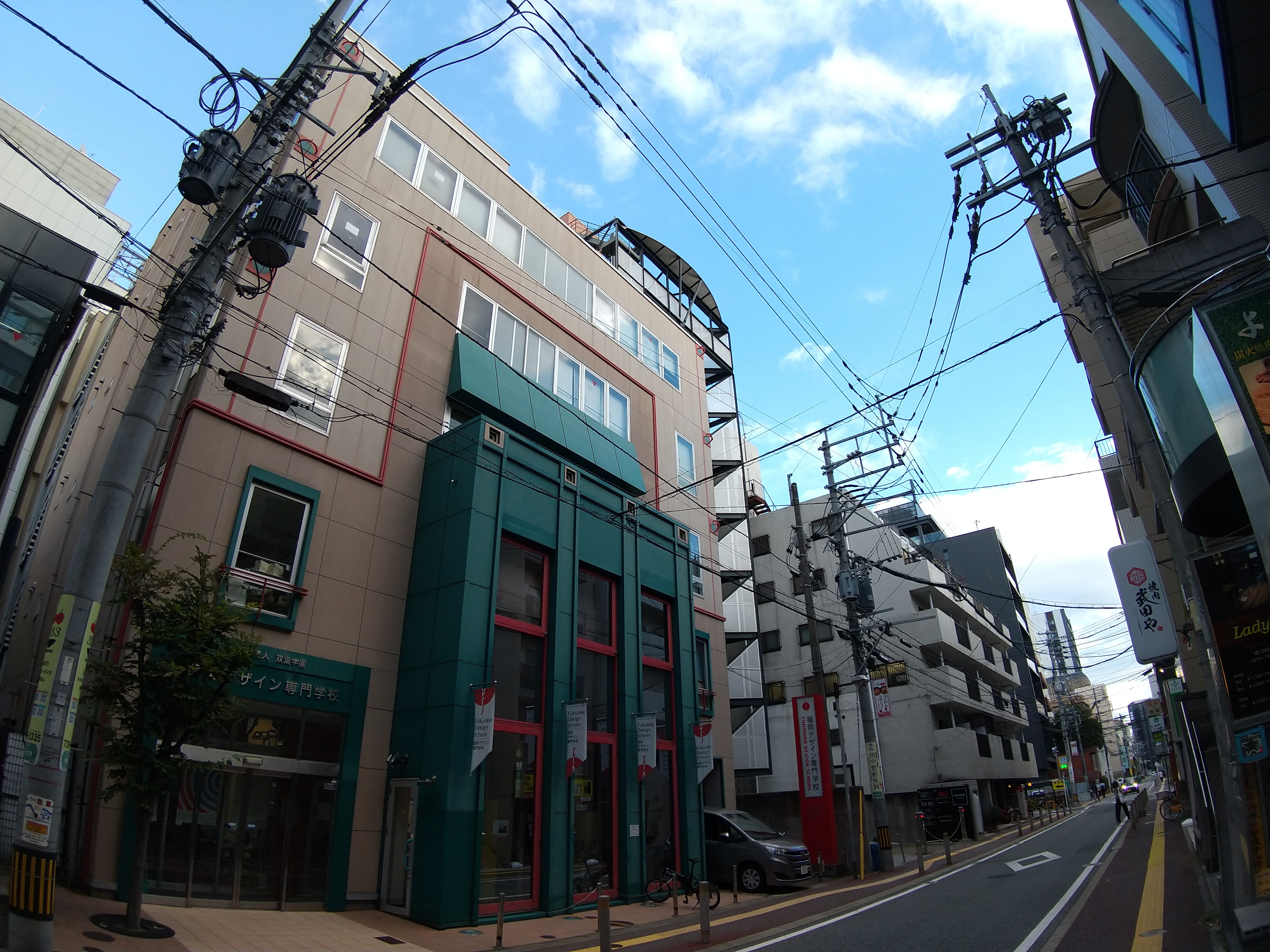
福岡デザイン専門学校

### 赤坂に本社を置く企業

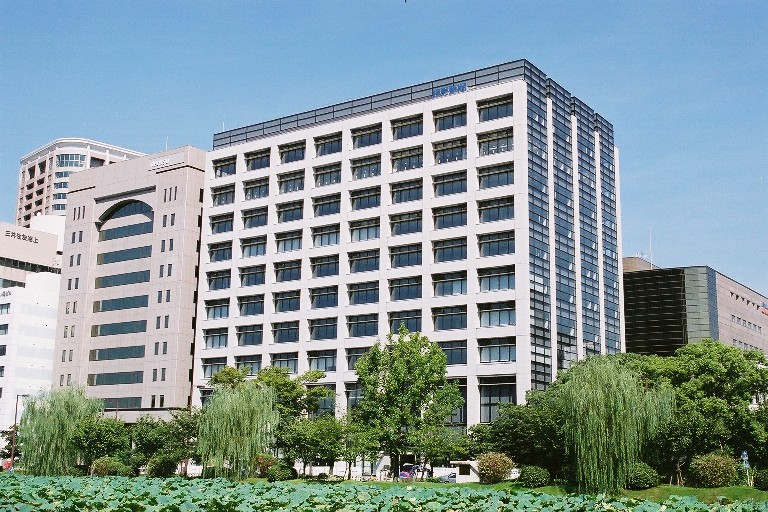
読売新聞西部本社（赤坂一丁目）

- はぴねすくらぶ
- 読売新聞西部本社
- スポーツ報知西部本社
- みぞえグループ
- イクティス
- AKABEiSOFT2
- 葦書房

## 名所・旧跡
- 緒方竹虎屋敷跡[注釈 17]
- 福岡城赤坂門跡[注釈 18]